# Leonidas Mendoza
Leonidas Mendoza (Lima, 1 de abril de 1925 - 6 de febrero de 1988) fue un futbolista peruano que se desempeñaba como atacante interior por izquierda, sus grandes amagues y potencia en la zurda fueron sus principales virtudes.
Su apodo "Tundete" era por su pasión a la guitarra y sabía un solo sonsonete que se escuchaba así como tun-de-te.

## Trayectoria
Creció en la Calle Santa Rosa en el Barrio de Infantas.
Hizo su debut en el Club Atlético Chalaco en 1943, luego pasó al Alfonso Ugarte de Chiclin (que participaba en la Liga de Trujillo) en 1944, en 1945 llegaría al Sporting Tabaco.
Sus grandes actuaciones lo condujeron al fútbol colombiano en 1949 donde destacó en el América de Cali por cuatro temporadas junto a su compañero rimense del Tabaco Alfredo Cavero. Regresó al Sporting Tabaco en 1953 que luego fue adquirido por Sporting Cristal a fines de 1955. 
"Tundete" permaneció hasta inicios de agosto de 1956 en el naciente cuadro cervecero (que a la postre sería campeón) siendo pretendido por el Sucre pero al final firmó por el Club Carlos Concha del Callao donde culminó su carrera en 1958.
También fue parte de la Selección de fútbol del Perú, en el Campeonato Sudamericano 1949. donde la selección peruana quedó en tercer lugar.
A inicios de los 60s (luego de su retiro profesional) jugó en la Liga de Balnearios por el Club Carlos Moreyra (donde también estuvo Héctor Chumpitaz en 1962) de su Barrio de Infantas, donde luego fundaron un Club con su nombre participando varias décadas en la Liga de Puente Piedra.

## Clubes
| Club                      | País     | Año         |
| ------------------------- | -------- | ----------- |
| Club Atlético Chalaco     | Perú     | 1943        |
| Alfonso Ugarte de Chiclin | Perú     | 1944        |
| Sporting Tabaco           | Perú     | 1945 - 1948 |
| América de Cali           | Colombia | 1949 - 1952 |
| Sporting Tabaco           | Perú     | 1953 - 1955 |
| Sporting Cristal          | Perú     | 1956        |
| Club Carlos Concha        | Perú     | 1956 - 1958 |